# Antas de Ulla
Antas de Ulla és un municipi de la província de Lugo a Galícia. Pertany a la comarca d'A Ulloa. Limita al nord amb Palas de Rei, al sud amb Taboada, a l'oest amb Agolada i Rodeiro i a l'est amb Monterroso.
| 5.409 | 5.290 | 5.401 | 4.287 | 2.640 |
| Fonts: INE i IGE (Els criteris de registre censal variaren i les dades de l'INE i de l'IGE poden no coincidir.) |       |       |       |       |

## Situació
Dista 45 km de la capital de la seva província, comunicant-se amb la mateixa a través de la carretera nacional (Dl.-640) que uneix A Veiga amb Pontevedra. El municipi d'Antas de Ulla està marcat per la serra del Mont Farelo (al sud) i el riu Ulla, que neix en el seu territori i ho recorre en direcció sud-nord-oest. Aquesta configuració orogràfica dota Antas de Ulla d'unes riqueses cinegètiques i piscícoles d'especial importància, alhora que marquen un clima d'abundants precipitacions amb una temperatura moderada. Això contribuïx a la fecunditat de les seves terres aptes per l'agricultura i, simultaneamente, per a una riquesa forestal pròpia de la Galícia interior (boscos de castanyers, roures, pi gallec, etc.)

## Economia
L'economia del municipi, l'extensió del qual és de 109 quilòmetres quadrats, es basa principalment en l'agricultura i la ramaderia, amb un sector industrial molt lligat al sector primari i uns serveis concentrats principalment en la capital municipal. Aquesta capital era coneguda, fins a mitjan segle xx,amb el nom de Seoane, si bé en l'actualitat el nom del municipi va absorbir aquell anterior nom. Un dels punts d'atracció que presenta la localitat a l'estiu, és el complex poliesportiu municipal del Castro de Seoane, dotat amb diverses instal·lacions esportives entre les quals destaca una moderna piscina especialment dissenyada per al gaudi dels nens. Els dies 10 de cada mes se celebra la fira o mercat, amb una important recuperació en els últims anys.

## Gastronomia
Especial rellevància té el Pa d'Antas, elaborat de forma artesanal en forns de llenya i pastat amb farina de blat del país. Com derivats del pa, cap destacar l'excel·lent qualitat de les empanades, amb els farciments més variats i a gust del consumidor, però destacant la de carn, bacallà, tonyina i la de liscos (trossos de cansalada). També en l'aspecte gastronòmic, hi ha ressenyar la famosa qualitat de les carns, tant de boví com de porcino; així com els formatges, amb diverses formatgeries artesanals integrades en la denominació d'origen Arzúa-Ulloa. Gens menyspreable resulten els productes hortícoles, obtinguts mitjançant l'agricultura tradicional.